# Super Castelo Branco
O Super Castelo Branco é uma colectânea sonora que junta o melhor da música moderna da cidade de Castelo Branco. Tem até ao momento, dois volumes, o primeiro editado em 2005, e o segundo volume editado já em 2023.
Castelo Branco e toda a Beira Baixa sempre foram solo fértil à criação artística, e em especial à produção musical. São disso exemplo as riquíssimas heranças ancestrais das músicas de trabalho agrícola da região, ou as melancólicas melodias dos “nossos” temas quaresmais e de natal, mas também os pífanos e flautas dos pastores da transumância, os adufes e cantigas de Monforte da Beira e Malpica do Tejo, os bombos de Almaceda, os genébres da Lousa, a muito particular viola beiroa que sobreviveu à extinção, ou ainda as harmónicas, banjos, bandolins, sanfonas, etc, utilizadas por inúmeros tocadores um pouco por toda a região. Talvez também por isso Castelo Branco, é desde há uns anos um verdadeiro centro criador de música moderna com inúmeros talentos que fazem da música uma forma de expressão, contínua, rica e frutífera.
Em 2001, a Skud & Smarty em parceria com a revista Raia publicou o primeiro disco inteiramente dedicado à promoção da “nova” música original criada e produzida por músicos e bandas da região. Ao disco Raia Tone, seguiram-se-lhe as colectâneas Raia Rab, Raia Lounge, e em 2005, o Super Castelo Branco.

## Volume I (2005)
Editado em 2005 numa parceria da Skud & Smarty Records com a Revista Raia, a colectânea mostra o melhor da música produzida e interpretada pelas bandas albicastrenses.
O disco de doze temas e três videoclips contou com vários espectáculos de apresentação por todo o pais, entre eles: Santiago Alquimista em Lisboa, Cine-Teatro Avenida em Castelo Branco, Teatro Cine da Covilhã, Tertúlia Castelense na Maia e em várias lojas Fnac.
Fizeram parte desta autêntica embaixada da cidade os Norton, Jaguar, Starlux, Musgo, Factor Activo, Mind Yard, Purple Angel, Tree Valley, Izumi, MJCrew, Out Standing, e PMC, todos com participações de originais de indie, música electrónica, pop, hip hop, rock, hardcore, entre outros géneros músicais. 

### Alinhamento
| N.º            | Título                    | Artista        | Duração |  |
| 1.             | "Swirling Sound"          | Norton         | 3:59    |  |
| 2.             | "Pop Yen"                 | Jaguar         | 6:41    |  |
| 3.             | "Low Radiaton"            | Starlux        | 4:12    |  |
| 4.             | "Orange Miscalculation"   | Musgo          | 5:01    |  |
| 5.             | "Angel"                   | Tree Valley    | 3:28    |  |
| 6.             | "Falta de Sorte"          | Factor Activo  | 4:28    |  |
| 7.             | "Xeque ao Rei"            | MJCrew         | 3:43    |  |
| 8.             | "Les Temps Change"        | PMC            | 2:54    |  |
| 9.             | "Void Inside"             | Out Standing   | 3:36    |  |
| 10.            | "Ruffus"                  | Izumi          | 3:27    |  |
| 11.            | "Just Another P.A. Story" | Purple Angel   | 3:56    |  |
| 12.            | "Animal Pride"            | Mind Yard      | 2:47    |  |
| Duração total: | Duração total:            | Duração total: | 45:32   |  |

## Volume II (2023)
A 2 de Outubro de 2023 a Skud & Smarty Records editou o segundo volume do Super Castelo Branco.
Esta compilação de 37 bandas e músicos albicastrenses representam outros tantos temas originais e inéditos de autores cujo berço ou residência é a capital da Beira Baixa. Todo o disco é também uma homenagem à cidade, às suas gentes e à sua herança criativa, artística e musical.
Completam esta edição a pintura inédita de Castelo Branco, do pintor albicastrense Jacinto Alves, e o poema também nunca publicado dedicado à cidade por um dos seus poetas maiores, António Salvado.
Do segundo volume da colectânea Super Castelo Branco fazem parte 37 bandas / artistas: Norton, Thirdsphere, Grand Soul Granite, MaZela, Velha Gaiteira, Artcase, Bandit Casino, Toni!, Black Box, LVI, Polen, Wakadelics, Rui Silva Quintet, Tengo, Fénix LL, Martello Sousa, Onix, Queers of Rock and Roll, BeLoze, Crab Monsters, Mad Mojo Groove, Tom G. Hamilton, Panic Orchestra, Muttley Soundz, SubRoot, A Stone In Your Shoe, Pussy Lickers, Perils In Charge, Marta Navarro, Alexandre Rodrigues, Catarina Martins, Amável Pires, 4 Boys In a Bunker, The Halfzeimers, Dead Meat, Caligari, Jaime’s Band.

### Alinhamento CD 1
| N.º            | Título                                   | Artista                 | Duração |  |
| 1.             | "Young Blood (Daylight) ft. Filipa Leão" | Norton                  | 3:52    |  |
| 2.             | "Way"                                    | Grand Soul Granite      | 5:03    |  |
| 3.             | "Naveguei"                               | MaZela                  | 4:36    |  |
| 4.             | "Missing You"                            | ArtCase                 | 4:11    |  |
| 5.             | "A Way Out"                              | Bandit Casino           | 2:48    |  |
| 6.             | "Festa"                                  | Toni!                   | 4:56    |  |
| 7.             | "Kapsolon"                               | Black Box               | 7:19    |  |
| 8.             | "Sónika"                                 | LVI                     | 5:33    |  |
| 9.             | "Mountain Top"                           | Polen                   | 3:31    |  |
| 10.            | "Mordor"                                 | Rui Silva Quintet       | 6:03    |  |
| 11.            | "O que é Preciso"                        | Fénix LL                | 3:14    |  |
| 12.            | "All the Possibilities"                  | Martello                | 3:40    |  |
| 13.            | "Playback"                               | Onix                    | 3:22    |  |
| 14.            | "Washed"                                 | Queers of Rock And Roll | 3:13    |  |
| 15.            | "Osga"                                   | Wakadelics              | 5:14    |  |
| 16.            | "Tens que Desligar"                      | BeLoze                  | 3:35    |  |
| 17.            | "Brada"                                  | Velha Gaiteira          | 3:03    |  |
| 18.            | "IR Interference"                        | Thirdsphere             | 3:35    |  |
| 19.            | "Uncomplicated Man"                      | Crab Monsters           | 1:48    |  |
| Duração total: | Duração total:                           | Duração total:          | 75:36   |  |

### Alinhamento CD 2
| N.º            | Título                  | Artista              | Duração |  |
| 1.             | "Fake Tales of Freedom" | Mad Mojo Groove      | 04:00   |  |
| 2.             | "Broken Lines"          | Tom G. Hamilton      | 03:12   |  |
| 3.             | "Duel"                  | Panic Orchestra      | 04:01   |  |
| 4.             | "Dawn"                  | Tengo                | 03:53   |  |
| 5.             | "Inbetween"             | Muttley Soundz       | 03:45   |  |
| 6.             | "Organismic Raga"       | SubRoot              | 08:14   |  |
| 7.             | "AI"                    | A Stone In Your Shoe | 03:30   |  |
| 8.             | "Beers With the Devil"  | Pussy Lickers        | 02:37   |  |
| 9.             | "Voices"                | Perils In Charge     | 04:15   |  |
| 10.            | "Sempre"                | Marta Navarro        | 02:36   |  |
| 11.            | "Magic In a While"      | Alexandre Rodrigues  | 02:12   |  |
| 12.            | "Só o Tempo Dirá"       | Catarina Martins     | 03:44   |  |
| 13.            | "Nevoeiro"              | Amavél Pires         | 03:07   |  |
| 14.            | "My Biggest Mistake"    | 4 Boys In a Bunker   | 05:07   |  |
| 15.            | "Praying Romantis"      | The Halfzeimers      | 04:09   |  |
| 16.            | "Carnivorous"           | Dead Meat            | 03:33   |  |
| 17.            | "I Got Supplies"        | Caligari             | 12:23   |  |
| 18.            | "Purgatório"            | Jaime's Band         | 3:43    |  |
| Duração total: | Duração total:          | Duração total:       | 75:20   |  |

## Skud & Smarty Records
Castelo Branco, cidade da música Rock, viu nascer uma editora independente que se tem encarregado de editar e distribuir o que de melhor se produz na cidade. Logo a partir do ano 2000, a Skud & Smarty tornou-se numa referência local e nacional.
As compilações RaiaTone, RaiaLab e RaiaLounge mostraram um retrato, ao longo dos anos, da variedade musical de Castelo Branco e mesmo para lá das fronteiras do distrito. Com a coleção Novos Talentos, a editora lança os primeiros trabalhos dos Norton, Musgo, Mind Yard e Streak, Bubbles, João Bucho, Olga, Tree Valley, Starlux e Kneeldown. Super Castelo Branco e Super Caldas da Rainha ainda hoje são verdadeiras cápsulas do tempo em forma de colectâneas musicais. 
Depois, a Skud & Smarty continuou a trabalhar as edições dos Norton e, mais recentemente fez uma homenagem à editora Elsa Pires da Bee Keeper com o vinil Teenagers From Outer Space Comeback. Já em 2023 edita o segundo volume da colectânea Super Castelo Branco, em formato digital e CD duplo, com 37 canções de artistas da cidade.